# King's Singers
The King's Singers è un noto gruppo vocale britannico a cappella, attivo dagli anni '60 e molto conosciuto a livello mondiale.

## Storia
Vincitore di numerosi premi, tra cui ben due Grammy Awards, il gruppo inizia a formarsi ufficiosamente già dal 1965 grazie a coristi di varia provenienza, soprattutto dal Coro del King's College di Cambridge. Stilisticamente, oltre al repertorio classico, erano chiari i tentativi di prendere spunto ed ispirazione dalle grandi formazioni vocali che influenzarono definitivamente il genere "a cappella" tra gli anni '30 e '60 del Novecento, come i Comedian Harmonists, il gruppo vocale jazz The Hi-Lo's ed i Mastersingers. 

Il sestetto inglese considera come momento costitutivo dell'inizio della propria storia, il concerto tenutosi a Londra in cui comparvero ufficialmente con il nome che poi divenne famoso in tutto il mondo: The King's Singers. Il primo concerto con tale nome si tenne mercoledì 1º maggio 1968, alle ore 19:45 presso la Queen Elizabeth Hall a Londra. Fu proprio grazie a questo evento che il gruppo cominciò ad adottare il nome ufficiale: The King's Singers. 

Lungo i due decenni 1970-'80 la sua popolarità si estese non solo entro il territorio inglese ma anche oltre, soprattutto negli Stati Uniti dove venne regolarmente invitato da Johnny Carson a partecipare al talk show da lui diretto; ma era solo l'inizio: dagli anni Novanta in poi il gruppo continuò ad esprimersi soprattutto tra Europa, Stati Uniti ma anche in Giappone e più recentemente in Cina. Il 30 aprile 2008 i King's Singers si esibirono nella celebre Cadogan Hall, a Londra, in occasione della celebrazione del loro quarantesimo anniversario, mentre una delle loro ultime incisioni discografiche, dal titolo "Simple Gift" (2008), ha vinto, nel febbraio 2009, il Grammy Awards come migliore album di musica classica; mentre un secondo Grammy fu vinto nel 2012 in occasione della partecipazione all'incisione del disco di Eric Whitacre, "Light & Gold". Attualmente la vasta produzione discografica e l'intensa attività concertistica svolta in tutto il mondo (circa 120 concerti all'anno) lo rende senza ombra di dubbio uno dei gruppi più importanti e più apprezzati in assoluto. Vasto infatti è l'elenco dei luoghi in cui il sestetto inglese si è esibito: dai maggiori auditorium e teatri del mondo, includendo le più importanti cattedrali europee e statunitensi, fino allo Shea Stadium di Hollywood. Hanno inoltre collaborato con importanti personalità del panorama musicale mondiale (quali Paul McCartney, Bruce Johnston, Evelyn Glennie, Plácido Domingo e Barbara Hendricks) e con le maggiori orchestre del globo (quali la BBC Symphony, la Chicago Symphony, la Boston Pops e la Cincinnati Pops).
La vasta discografia pubblicata sino ad ora (più di 150 incisioni), assieme alle molte citazioni e alle eccezionali recensioni comparse in varie pubblicazioni, hanno valso l'inserimento nella Hall of Fame della prestigiosa rivista inglese Gramophone.

## Membri e composizione del gruppo
Nel biennio iniziale, 1968-69, il gruppo subì alcuni cambiamenti nella formazione, che divenne effettivamente stabile a partire dal 1970, la quale, nell'arco di circa un decennio di attività (dal 1970 al circa il 1978), fu composta da:
- Nigel Perrin (controtenore)
- Alastair Hume (controtenore)
- Alastair Thompson (tenore)
- Anthony Holt (baritono)
- Simon Carrington (baritono)
- Brian Kay (basso)

È da notare che dalla prima formazione stabile (1970) in poi il gruppo non si è mai discostato dall'originario numero di sei voci maschili; fu solo lungo il corso dell'anno 1969 che alcune voci si alternarono nel ruolo di controtenore: Felicity Palmer, Eleanor Capp, Caryl Newnham (come soprani); ed anche James Bowman e Richard Baker (come controtenori). 
Essendo oggi l'attività del gruppo ormai cinquantennale è comprensibile come nessuno degli originari King's Singers faccia ancora parte dell'attuale formazione. I membri alternatisi lungo il tempo sono stati molti molti di loro sono tuttora attivi in campo musicale ed hanno fondato o dirigono numerose altre formazioni corali di levatura internazionale.
L'attuale ensemble è composto da:
- Patrick Dunachie (controtenore 1°) - (dal 2017)[5]
- Edward Button (controtenore 2°) - (dal 2019)
- Julian Gregory (tenore) - (2015)[5]
- Christopher Bruerton (baritono 1°) - (dal 2012)[6]
- Nick Ashby (baritono 2°) - (dal 2019)
- Piers Connor Kennedy (basso) - (dal 2025)

## Cronologia

### Membri del gruppo
Elenco in ordine cronologico di ingresso nel gruppo, fra parentesi la voce e a fianco gli anni di permanenza. In grassetto i componenti attuali:
- Martin Lane (controtenore 1°) - 1968
- Alastair Hume (controtenore 2°) - 1968-1993
- Alastair Thompson (tenore) - 1968-1978
- Richard Salter (baritono 1°) - 1968
- Simon Carrington (baritono 2°) - 1968-1993
- Brian Kay (basso) - 1968-1982
- Anthony Holt (baritono 1°) - 1970-1987
- Nigel Perrin (controtenore 1°) - 1970-1980
- Bill Ives (tenore) - 1978-1985
- Jeremy Jackman (controtenore 1°) - 1980-1990
- Colin Mason (basso) - 1982-1987
- Bob Chilcott (tenore) - 1986-1997
- Stephen Connolly (basso) - 1987-2010
- Bruce Russell (baritono 1°) - 1987-1996
- David Hurley (controtenore 1°) - 1990-2016
- Philip Lawson (baritono[7]) - 1993-2012
- Nigel Short (controtenore 2°) - 1994-2000
- Gabriel Crouch (baritono 2°) - 1996-2004
- Paul Phoenix (tenore) - 1997-2014
- Robin Tyson (controtenore 2°) - 2001-2009
- Christopher Gabbitas (baritono 2°) - 2004-2018
- Timothy Wayne-Wright (controtenore 2°) - 2009-2018
- Jonathan Howard (basso) - 2010-2024
- Christopher Bruerton (baritono 1°) - 2012-oggi
- Julian Gregory (tenore) - 2014-oggi
- Patrick Dunachie (controtenore 1°) - 2016-oggi
- Nick Ashby (baritono 2°) - 2019-oggi
- Edward Button (controtenore 2°) - 2019-oggi
- Piers Connor Kennedy (basso) - 2025

### Tabella cronologica
| Decenni      | 1960              | 1960              | 1960              | 1970              | 1970              | 1970              | 1970              | 1970              | 1970              | 1970              | 1970              | 1970             | 1970             | 1980             | 1980             | 1980             | 1980             | 1980             | 1980             | 1980             | 1980             | 1980             | 1980             | 1990             | 1990             | 1990             | 1990             | 1990             | 1990             | 1990             | 1990             | 1990             | 1990             | 2000             | 2000             | 2000             | 2000             | 2000             | 2000                 | 2000                 | 2000                 | 2000                 | 2000                 | 2010                 | 2010                 | 2010                 | 2010                 | 2010                 | 2010                 | 2010                 | 2010                 | 2010                 | 2010                 | 2020                 | 2020                 | 2020                 | 2020                 | 2020                 | 2020                 |
| Decenni      | 7                 | 8                 | 9                 | 0                 | 1                 | 2                 | 3                 | 4                 | 5                 | 6                 | 7                 | 8                | 9                | 0                | 1                | 2                | 3                | 4                | 5                | 6                | 7                | 8                | 9                | 0                | 1                | 2                | 3                | 4                | 5                | 6                | 7                | 8                | 9                | 0                | 1                | 2                | 3                | 4                | 5                    | 6                    | 7                    | 8                    | 9                    | 0                    | 1                    | 2                    | 3                    | 4                    | 5                    | 6                    | 7                    | 8                    | 9                    | 0                    | 1                    | 2                    | 3                    | 4                    | 5                    |
|              |                   |                   |                   |                   |                   |                   |                   |                   |                   |                   |                   |                  |                  |                  |                  |                  |                  |                  |                  |                  |                  |                  |                  |                  |                  |                  |                  |                  |                  |                  |                  |                  |                  |                  |                  |                  |                  |                  |                      |                      |                      |                      |                      |                      |                      |                      |                      |                      |                      |                      |                      |                      |                      |                      |                      |                      |                      |                      |                      |
| Controtenore | Martin Lane       | diverse voci      | Nigel Perrin      | Nigel Perrin      | Nigel Perrin      | Nigel Perrin      | Nigel Perrin      | Nigel Perrin      | Nigel Perrin      | Nigel Perrin      | Nigel Perrin      | Nigel Perrin     | Nigel Perrin     | Jeremy Jackman   | Jeremy Jackman   | Jeremy Jackman   | Jeremy Jackman   | Jeremy Jackman   | Jeremy Jackman   | Jeremy Jackman   | Jeremy Jackman   | Jeremy Jackman   | Jeremy Jackman   | David Hurley     | David Hurley     | David Hurley     | David Hurley     | David Hurley     | David Hurley     | David Hurley     | David Hurley     | David Hurley     | David Hurley     | David Hurley     | David Hurley     | David Hurley     | David Hurley     | David Hurley     | David Hurley         | David Hurley         | David Hurley         | David Hurley         | David Hurley         | David Hurley         | David Hurley         | David Hurley         | David Hurley         | David Hurley         | David Hurley         | David Hurley         | Patrick Dunachie     | Patrick Dunachie     | Patrick Dunachie     | Patrick Dunachie     | Patrick Dunachie     | Patrick Dunachie     | Patrick Dunachie     | Patrick Dunachie     | Patrick Dunachie     |
|              |                   |                   |                   |                   |                   |                   |                   |                   |                   |                   |                   |                  |                  |                  |                  |                  |                  |                  |                  |                  |                  |                  |                  |                  |                  |                  |                  |                  |                  |                  |                  |                  |                  |                  |                  |                  |                  |                  |                      |                      |                      |                      |                      |                      |                      |                      |                      |                      |                      |                      |                      |                      |                      |                      |                      |                      |                      |                      |                      |
| Controtenore | Alastair Hume     | Alastair Hume     | Alastair Hume     | Alastair Hume     | Alastair Hume     | Alastair Hume     | Alastair Hume     | Alastair Hume     | Alastair Hume     | Alastair Hume     | Alastair Hume     | Alastair Hume    | Alastair Hume    | Alastair Hume    | Alastair Hume    | Alastair Hume    | Alastair Hume    | Alastair Hume    | Alastair Hume    | Alastair Hume    | Alastair Hume    | Alastair Hume    | Alastair Hume    | Alastair Hume    | Alastair Hume    | Alastair Hume    | Alastair Hume    | Nigel Short      | Nigel Short      | Nigel Short      | Nigel Short      | Nigel Short      | Nigel Short      | Nigel Short      | Robin Tyson      | Robin Tyson      | Robin Tyson      | Robin Tyson      | Robin Tyson          | Robin Tyson          | Robin Tyson          | Robin Tyson          | Timothy Wayne-Wright | Timothy Wayne-Wright | Timothy Wayne-Wright | Timothy Wayne-Wright | Timothy Wayne-Wright | Timothy Wayne-Wright | Timothy Wayne-Wright | Timothy Wayne-Wright | Timothy Wayne-Wright | Timothy Wayne-Wright | Edward Button        | Edward Button        | Edward Button        | Edward Button        | Edward Button        | Edward Button        | Edward Button        |
|              |                   |                   |                   |                   |                   |                   |                   |                   |                   |                   |                   |                  |                  |                  |                  |                  |                  |                  |                  |                  |                  |                  |                  |                  |                  |                  |                  |                  |                  |                  |                  |                  |                  |                  |                  |                  |                  |                  |                      |                      |                      |                      |                      |                      |                      |                      |                      |                      |                      |                      |                      |                      |                      |                      |                      |                      |                      |                      |                      |
| Tenore       | Alastair Thompson | Alastair Thompson | Alastair Thompson | Alastair Thompson | Alastair Thompson | Alastair Thompson | Alastair Thompson | Alastair Thompson | Alastair Thompson | Alastair Thompson | Alastair Thompson | Bill Ives        | Bill Ives        | Bill Ives        | Bill Ives        | Bill Ives        | Bill Ives        | Bill Ives        | Bob Chilcott     | Bob Chilcott     | Bob Chilcott     | Bob Chilcott     | Bob Chilcott     | Bob Chilcott     | Bob Chilcott     | Bob Chilcott     | Bob Chilcott     | Bob Chilcott     | Bob Chilcott     | Bob Chilcott     | Paul Phoenix     | Paul Phoenix     | Paul Phoenix     | Paul Phoenix     | Paul Phoenix     | Paul Phoenix     | Paul Phoenix     | Paul Phoenix     | Paul Phoenix         | Paul Phoenix         | Paul Phoenix         | Paul Phoenix         | Paul Phoenix         | Paul Phoenix         | Paul Phoenix         | Paul Phoenix         | Paul Phoenix         | Paul Phoenix         | Julian Gregory       | Julian Gregory       | Julian Gregory       | Julian Gregory       | Julian Gregory       | Julian Gregory       | Julian Gregory       | Julian Gregory       | Julian Gregory       | Julian Gregory       | Julian Gregory       |
|              |                   |                   |                   |                   |                   |                   |                   |                   |                   |                   |                   |                  |                  |                  |                  |                  |                  |                  |                  |                  |                  |                  |                  |                  |                  |                  |                  |                  |                  |                  |                  |                  |                  |                  |                  |                  |                  |                  |                      |                      |                      |                      |                      |                      |                      |                      |                      |                      |                      |                      |                      |                      |                      |                      |                      |                      |                      |                      |                      |
| Baritono     | Richard Salter    | Richard Salter    | Nigel Beavan      | Anthony Holt      | Anthony Holt      | Anthony Holt      | Anthony Holt      | Anthony Holt      | Anthony Holt      | Anthony Holt      | Anthony Holt      | Anthony Holt     | Anthony Holt     | Anthony Holt     | Anthony Holt     | Anthony Holt     | Anthony Holt     | Anthony Holt     | Anthony Holt     | Anthony Holt     | Bruce Russell    | Bruce Russell    | Bruce Russell    | Bruce Russell    | Bruce Russell    | Bruce Russell    | Bruce Russell    | Bruce Russell    | Bruce Russell    | Philip Lawson    | Philip Lawson    | Philip Lawson    | Philip Lawson    | Philip Lawson    | Philip Lawson    | Philip Lawson    | Philip Lawson    | Philip Lawson    | Philip Lawson        | Philip Lawson        | Philip Lawson        | Philip Lawson        | Philip Lawson        | Philip Lawson        | Philip Lawson        | Christopher Bruerton | Christopher Bruerton | Christopher Bruerton | Christopher Bruerton | Christopher Bruerton | Christopher Bruerton | Christopher Bruerton | Christopher Bruerton | Christopher Bruerton | Christopher Bruerton | Christopher Bruerton | Christopher Bruerton | Christopher Bruerton | Christopher Bruerton |
|              |                   |                   |                   |                   |                   |                   |                   |                   |                   |                   |                   |                  |                  |                  |                  |                  |                  |                  |                  |                  |                  |                  |                  |                  |                  |                  |                  |                  |                  |                  |                  |                  |                  |                  |                  |                  |                  |                  |                      |                      |                      |                      |                      |                      |                      |                      |                      |                      |                      |                      |                      |                      |                      |                      |                      |                      |                      |                      |                      |
| Baritono     | Simon Carrington  | Simon Carrington  | Simon Carrington  | Simon Carrington  | Simon Carrington  | Simon Carrington  | Simon Carrington  | Simon Carrington  | Simon Carrington  | Simon Carrington  | Simon Carrington  | Simon Carrington | Simon Carrington | Simon Carrington | Simon Carrington | Simon Carrington | Simon Carrington | Simon Carrington | Simon Carrington | Simon Carrington | Simon Carrington | Simon Carrington | Simon Carrington | Simon Carrington | Simon Carrington | Simon Carrington | Simon Carrington | Philip Lawson    | Philip Lawson    | Gabriel Crouch   | Gabriel Crouch   | Gabriel Crouch   | Gabriel Crouch   | Gabriel Crouch   | Gabriel Crouch   | Gabriel Crouch   | Gabriel Crouch   | Gabriel Crouch   | Christopher Gabbitas | Christopher Gabbitas | Christopher Gabbitas | Christopher Gabbitas | Christopher Gabbitas | Christopher Gabbitas | Christopher Gabbitas | Christopher Gabbitas | Christopher Gabbitas | Christopher Gabbitas | Christopher Gabbitas | Christopher Gabbitas | Christopher Gabbitas | Christopher Gabbitas | Nick Ashby           | Nick Ashby           | Nick Ashby           | Nick Ashby           | Nick Ashby           | Nick Ashby           | Nick Ashby           |
|              |                   |                   |                   |                   |                   |                   |                   |                   |                   |                   |                   |                  |                  |                  |                  |                  |                  |                  |                  |                  |                  |                  |                  |                  |                  |                  |                  |                  |                  |                  |                  |                  |                  |                  |                  |                  |                  |                  |                      |                      |                      |                      |                      |                      |                      |                      |                      |                      |                      |                      |                      |                      |                      |                      |                      |                      |                      |                      |                      |
| Basso        | Brian Kay         | Brian Kay         | Brian Kay         | Brian Kay         | Brian Kay         | Brian Kay         | Brian Kay         | Brian Kay         | Brian Kay         | Brian Kay         | Brian Kay         | Brian Kay        | Brian Kay        | Brian Kay        | Brian Kay        | Colin Mason      | Colin Mason      | Colin Mason      | Colin Mason      | Colin Mason      | Stephen Connolly | Stephen Connolly | Stephen Connolly | Stephen Connolly | Stephen Connolly | Stephen Connolly | Stephen Connolly | Stephen Connolly | Stephen Connolly | Stephen Connolly | Stephen Connolly | Stephen Connolly | Stephen Connolly | Stephen Connolly | Stephen Connolly | Stephen Connolly | Stephen Connolly | Stephen Connolly | Stephen Connolly     | Stephen Connolly     | Stephen Connolly     | Stephen Connolly     | Stephen Connolly     | Stephen Connolly     | Jonathan Howard      | Jonathan Howard      | Jonathan Howard      | Jonathan Howard      | Jonathan Howard      | Jonathan Howard      | Jonathan Howard      | Jonathan Howard      | Jonathan Howard      | Jonathan Howard      | Jonathan Howard      | Jonathan Howard      | Jonathan Howard      | Jonathan Howard      | Piers Connor Kennedy |

## Repertorio
La formidabile vastità repertoriale dei King's Singers non si ferma alla sola musica antica, alla polifonia tardo-rinascimentale e madrigalistica, ma abbraccia anche forme contemporanee come il pop, il jazz, il folk, lo spiritual, percorrendo inoltre la musica classica dall'età romantica a quella contemporanea. In quest'ultimo campo i King's Singers sono conosciuti anche per aver potuto annoverare alcuni lavori commissionati ad hoc ad autori importanti quali György Ligeti, John Tavener, Libby Larsen, Penderecki, Maxwell Davies, Takemitsu e molti altri. Esecutori formidabili in quanto a filologia interpretativa quando si tratta di eseguire il rigore del repertorio antico (dai madrigali italiani a quelli inglesi, dal repertorio spagnolo a quello fiammingo, etc.), si dimostrano altrettanto aderenti alle forme musicali più attuali, lasciando emergere una grande versatilità stilistica e tecnica. Grazie al lavoro ormai rinomato di numerosi arrangiatori, tra cui soprattutto Bob Chilcott e Philip Lawson (già membri del gruppo vocale), hanno potuto rendere celebri alcuni riadattamenti "a cappella" di brani scelti tra quelli dei grandi autori di musica leggera contemporanea, tra i quali The Beatles, Queen, U2, Billy Joel ma anche George Gershwin, Harold Arlen, Irving Berlin (etc.).
I loro concerti sono ormai conosciuti per avere una scaletta che comprende una prima parte di musica rigorosamente classica, ed una seconda parte invece più gioviale ed aperta ad un repertorio leggero. In totale, sono ormai più di duecento le nuove composizioni eseguite per la prima volta, firmate da autori di grande prestigio, quali (oltre a quelli già citati sopra): Luciano Berio, James McMillian, Krzysztof Penderecki, Toru Takemitsu, Eric Whitacre.

## Discografia
La prima incisione discografica dal titolo By Appointment venne pubblicata nel 1971 per la Entreprise Records. A questo lavoro seguiranno, fino al 2017 ed escludendo le collezioni, un totale di altre 94 pubblicazioni discografiche.

## Attività educativa
Oltre al già folto calendario concertistico ed alla vasta produzione in studio, lungo il corso dell'anno i King's Singers trovano il tempo di svolgere numerose attività seminaristiche e di insegnamento, il più delle volte in occasione dei loro stessi concerti. Sotto questo punto di vista l'appuntamento più importante è rappresentato dal master class tenuto ogni due anni al Conservatorio di Lubecca in occasione del rinomato Schleswig-Holstein Music Festival, dove hanno occasione di selezionare i 9 giovani gruppi vocali "a cappella", provenienti da tutto il mondo, con i quali trascorrono 4 intensi giorni di attività formativa e di lezioni sul campo. Il master class si conclude con l'esibizione di tutti i gruppi vocali partecipanti, nella sala concertistica all'interno del Conservatorio, di fronte ad un pubblico sempre numeroso ed attento. È in questa occasione che gruppi ormai divenuti importanti nel panorama vocale europeo (quali i Singer Pur, i Calmus Ensemble, ed altri tra i quali gli italiani Triaca Musicale ed i Voceversa) hanno avuto modo di formarsi e di migliorarsi in modo decisivo.